# Georg von Berninghausen
Georg von Berninghausen (* im 15. Jahrhundert; † im 16. Jahrhundert) war Domherr in Münster und Paderborn.

## Leben
Georg von Berninghausen entstammte dem westfälischen Adelsgeschlecht Berninghausen und war der Sohn des Volpert von Berninghausen zu Baldeborn und dessen Gemahlin Lisa von Bruchhausen.
Am 23. September 1507 findet er urkundliche Erwähnung als Domherr in Münster und Paderborn. Durch Tod oder Verzicht ist seine Dompräbende in Münster frei geworden, so dass der Turnar Gisbert Ketteler diese am 7. Oktober 1525 dem Domherrn Johann von Merveldt verlieh.